# Seko Fofana
Seko Mohamed Fofana (* 7. května 1995 Paříž) je profesionální fotbalista z Pobřeží slonoviny, který hraje na pozici středního záložníka za saúdský klub Al-Nassr FC a za národní tým Pobřeží slonoviny.

## Klubová kariéra
Fofana se narodil v Paříži a v devíti letech začal hrát v akademii Paris FC, kde vydržel šest let, než přestoupil do Lorientu. Po dvou letech strávených v Lorientu se v roce 2013 přestěhoval do Anglie, kde se připojil k Manchesteru City.
V listopadu 2014 odešel Fofana na roční hostování do Fulhamu.  Před návratem do mateřského klubu Fofana nastoupil do 25 zápasů a jednou skóroval.
V létě 2015 se Fofana vrátil do rodné Francie, když se připojil k prvoligovému SC Bastia v rámci ročního hostování. Za Bastii nastoupil celkem ve 32 zápasech a jednou skóroval.
Po třech letech strávených v Manchesteru City přestoupil Fofana do italského Udinese. V italské nejvyšší soutěži se Fofana rychle zabydlel a brzy se stal stabilním členem základní sestavy Udinese. Za čtyři sezóny v dresu Bianconeri odehrál přes 100 utkání, v nichž vstřelil 13 branek.
Dne 18. srpna 2020 podepsal Fofana čtyřletou smlouvu s RC Lens. Po sérii dobrých výkonů byl vyhlášen hráčem měsíce září 2021 v Ligue 1.
V květnu 2022 získal Fofana cenu pro nejlepšího afrického hráče ve francouzské nejvyšší soutěži za sezonu 2021/22. V této sezoně vstřelil osm gólů v 37 zápasech. V sezóně 2022/23 pomohl Fofana klubu ke konečné druhé příčce v lize a k historickému postupu do Ligy mistrů.

### Al Nassr
18. července 2023 Fofana přestoupil do saúdskoarabského klubu Al-Nassr FC, se kterým uzavřel tříletou smlouvu.

## Reprezentační kariéra
Fofana mohl hrát za rodnou Francii a i za Pobřeží slonoviny, protože odtud pocházejí jeho rodiče.
3. dubna 2017 se Fofana rozhodl reprezentovat Pobřeží slonoviny, zemi svých rodičů. Fofana debutoval za Pobřeží slonoviny 11. listopadu 2017 v kvalifikaci na mistrovství světa 2018 proti Maroku (výhra 2:0).
Na Africkém poháru národů 2023  ve skupině vstřelil na úvod vítězný gól Guiney-Bissau a v čtvrtfinále proti Mali si připsal asistenci na vítězný gól Oumara Diakiteho (2-1).